# Petrotettix
Petrotettix is een geslacht van rechtvleugeligen uit de familie grottensprinkhanen (Rhaphidophoridae). De wetenschappelijke naam van dit geslacht is voor het eerst geldig gepubliceerd in 1972 door Richards.

## Soorten
Het geslacht Petrotettix omvat de volgende soorten:
- Petrotettix cupolaensis Richards, 1972
- Petrotettix nigripes Richards, 1972
- Petrotettix serratus Richards, 1972
- Petrotettix spinosus Richards, 1972